# قائمة مراجع إفريقيا
قائمة مراجع أفريقيا هو الدليل السنوي للعمل في الدراسات الأفريقية، نشرت من قبل مطبعة جامعة كامبرديج نيابة عن المعهد الأفريقي الدولي (أي ايه أي). تأسست في عام 1984 وتم نشرها كمجلد مطبوع سنوي وفي نفس الوقت كقاعدة بيانات قابلة للبحث عبر الإنترنت.
تدعم قاعدة البيانات على الإنترنت المجلدات السابقه لقائمة مراجع إفريقيا داخل قاعدة بيانات واحدة يمكن الاستعلام عنها باستخدام خيارات البحث السريع والمنطقي وخيارات البحث متعددة الاوجه.و العناصر المتضمنه فيها هي دراسات وفصول في مجلدات محررة ومقالات صحفية وكتيبات. واللغات المتضمنه فيها هي اللغة الإنجليزية، والبرتغالية، والفرنسية، والإيطالية، والألمانية، والسواحيلية، والإسبانية، والأفريقانية. المجالات التي تغطيها هي العلوم الاجتماعية والبيئية، والعلوم الإنسانية والفنون، إلى جانب بعض المواد من العلوم الطبية، والبيولوجية، والطبيعية. يتم تصنيف كل مدخل في قائمة المراجع حسب المنطقة، والبلد، والموضوع وتلحق المدخلات الجديدة بكلمات دالة اضافية.و كمنشور سنوي، يسجل العمل المنشور في العام السابق في مجاله مع بند لإدراج البنود السابقة بأثر رجعي.
يتم تجميع المراجع حاليًا بواسطة Terry A. Barringer (جامعة كامبريدج) ويتم إعدادها جنبًا إلى جنب مع مجلة IAI's <i id="mwFQ">Africa</i> .
خلال اجتماع عام 2014 للجمعية الأمريكية للدراسات الأفريقية في أفريقيا، حصلت قائمة مراجع أفريقيا على جائزة كونوفر-بورتر 2014 (أفضل ببليوغرافيا أو عمل مرجعي لأفريقيا).

## روابط خارجية
- الموقع الرسمي
- واجهة البحث